# Ho Bong-chol
Ho Bong-chol (21 agosto 1959) è un ex sollevatore nordcoreano medagliato olimpico.

## Biografia
Ha vinto la medaglia d'argento alle Olimpiadi di Mosca 1980 nella categoria dei pesi mosca (fino a 52 kg.), sollevando in totale 245 kg. (110 + 135). A quel tempo la manifestazione olimpica del sollevamento pesi era valevole anche come Campionato mondiale, pertanto Ho Bong-chol riportò nella stessa gara anche la medaglia d'argento mondiale.
Ha partecipato ai Campionati mondiali di sollevamento pesi del 1981 svoltisi a Lilla, classificandosi al 2º posto nello slancio e terminando fuori dal podio nel totale.